# Da Cruz
Ne pas confondre avec le footballeur franco-cap-verdien Danilson da Cruz
Da Cruz est un artiste du graffiti français.

## Œuvre
Da Cruz depuis le milieu des années 2000,  a imprimé sa marque personnelle dans le XIXe arrondissement de Paris dans son quartier natal de Ourcq. Il coordonne depuis des années une fresque monumentale support au développement de sa propre œuvre mais aussi lieu d’échanges et de collaboration artistiques. Tous les ans, le Festival Ourcq Living Colors créé par l'association Cultures Pas Sages et à l'initiative de Da Cruz, réunit des street artistes du monde entier.

### Invitation au voyage.
Ses nombreux voyages en Amérique du Sud, en particulier au Brésil, en Afrique, en Palestine ou encore en Asie sont une source d'inspiration pour Da Cruz. La rencontre avec les cultures ancestrales (les masques des cultures pré-colombiennes l’ont en particulier marqué) ont forgé chez lui un style primitif coloré urbain propre au sein du mouvement graffiti.
Ses œuvres et sa pratique sont également un écho aux problèmes politico-sociaux actuels. L’œuvre de Da Cruz est ainsi engagée ; il s’implique dans la société au travers de programme avec les enfants.

### Interrogation sur une mondialisation sans limites….?
Cette approche dans l’espace urbain trouve une correspondance sur ses toiles qui ont acquis aujourd’hui une maturité certaine. Il a ainsi participé à plusieurs expositions,,,,,,,
en galeries et évènements sous forme de happenings.